# Odprto prvenstvo Anglije 1998
Odprto prvenstvo Anglije 1998 je teniški turnir za Grand Slam, ki je med 22. junijem in 5. julijem 1998 potekal v Londonu.

## Moški posamično
Pete Sampras :  Goran Ivanišević 6-7(2-7) 7-6(11-9) 6-4 3-6 6-2 

## Ženske posamično
Jana Novotná :  Nathalie Tauziat 6-4 7-6(7-2) 

## Moške dvojice
Jacco Eltingh /  Paul Haarhuis :  Todd Woodbridge /  Mark Woodforde 2-6 6-4 7-6(7-3) 5-7 10-8

## Ženske  dvojice
Martina Hingis /  Jana Novotná :  Lindsay Davenport /  Natalija Zverjeva 6-3 3-6 8-6 

## Mešane dvojice
Maks Mirni /  Serena Williams :  Mahesh Bhupathi /  Mirjana Lučić 6-4 6-4 